# Route nationale 630
Die Route nationale 630, kurz N 630 oder RN 630, war eine französische Nationalstraße, die von 1933 bis 1973 zwischen einer Straßenkreuzung mit der ehemaligen Nationalstraße 20 südlich von Montauban und Lavaur verlief. Ihre Länge betrug 53 Kilometer.